# Formosatettix qinlingensis
Formosatettix qinlingensis is een rechtvleugelig insect uit de familie doornsprinkhanen (Tetrigidae). De wetenschappelijke naam van deze soort is voor het eerst geldig gepubliceerd in 1982 door Zheng.